# اقتصاد أندورا
السياحة هي المكون الرئيسي للاقتصاد الأندوري، فهي تجذب المتسوقين من إسبانيا وفرنسا كمنطة تجارة حرة، كذلك طورت الدولة منتجعات صيفية وشتوية مع وجود حوالي 270 فندق و 400 مطعم. توظف السياحة عدد متزايد من القوى العاملة لخدمة ما يقرب من 9 ملايين سائح سنويًا. كذلك يعمل حوالي 94.9% (2010) من القوى العاملة في مجال الخدمات.
هناك نشاط نسبي بتجارة السلع الاستهلاكية، بما في ذلك المواد المستوردة المصنعة، وتكون أقل تكلفة داخل أندورا من البلدان المجاورة لها، كونها معفاة من الرسوم الجمركية. الاعفاء من الرسوم الجمركية كان له تأثير كبير على الخلاف بشأن علاقتها مع الاتحاد الأوربي. بدأت المفاوضات بشأن الإعفاء من الرسوم الجمركية والعلاقة مع الاتحاد عام 198، ومن ثم وبعد وقت قصير انضمت إسبانيا للمفاوضات. دخل الاتفاق حيز التنفيذ في يوليو 1991 للحصص المعفاة من الرسوم الجمركية وحدود الأماكن بشأن بنود معينة، بشكل رئيسي منتجات الألبان والتبغ والمشروبات الكحولية. يُسمح للأندورا الحفاظ على فروق الأسعار من دول الاتحاد الأوروبي الأخرى، وتمتع زائريها بإعفاءات محددة على الرسوم الجمركية.